# Noel Odell
Noel Odell (St Lawrence (Isola di Wight), 25 dicembre 1890 – 21 febbraio 1987) è stato un geologo e alpinista britannico, nel 1924 fu addetto all'ossigeno nella spedizione dell'Everest in cui George Mallory e Andrew Irvine morirono durante il loro tentativo di raggiungere la vetta. Odell trascorse due settimane vivendo a oltre 7.000 metri e due volte salì fino agli 8100 metri, il tutto senza ossigeno supplementare. Nel 1936 Noel Odell con Bill Tilman scalò il Nanda Devi, all'epoca la montagna più alta mai scalata.

## Primi anni di vita
Nacque a St Lawrence, nell'isola di Wight figlio del reverendo Robert William Odell e di sua moglie, Mary Margaret Ewart.
Studiò al Brighton College e alla Royal School of Mines, all'Imperial College. Conseguì un dottorato (PhD) presso l'Università di Cambridge.
Era un abile arrampicatore, entrato a far parte del Club Alpino nel 1916 e divenne famoso per la sua prima salita in solitaria nel 1919 della Tennis Shoe sulle lastre di Idwal, a Snowdonia . La guglia di Odell nell'Huntington Ravine di Mount Washington nel New Hampshire prende il nome da Odell, che fu il primo a compiere la sua ascesa in inverno.

## Everest 1924
L'8 giugno 1924 George Mallory e Andrew Irvine tentarono di scalare la cima del Monte Everest attraverso la salita della cresta nord-orientale. Odell riferì di averli visti alle 12:50 mentre salivano uno dei "gradini" maggiori della cresta Nord-Est, "l'ultimo gradino dalla base dell'ultima piramide" e riferì di vederli "andare spediti verso la cima". Nessuna prova ha tuttora dimostrato che abbiano raggiunto la vetta o che siano saliti al di sopra del second step della montagna. Mallory e Irvine non fecero più ritorno. Odell è stata l'ultima persona a vedere la coppia viva.
Nei suoi primi due resoconti, scritti tra giugno e novembre 1924, Odell era certo di aver visto Mallory e Irvine salire il second step. Ma nel resoconto della spedizione pubblicato nel 1925, e dopo il crescente scetticismo dei membri della comunità di alpinisti sul fatto che fosse il second step o la parte inferiore del 'primo gradino', Odell ammise che avrebbe potuto aver visto la coppia sul primo.  Dopo essere stato respinto in quanto troppo vecchio per la successiva spedizione sull'Everest, ritrattò la sua nuova ipotesi e tornò alla convinzione di aver visto i due alpinisti superare il second step. Se l'avessero fatto, ci sarebbero state buone possibilità per almeno uno di loro di raggiungere la vetta.

## Risultati
Nel 1936 Noel Odell con Bill Tilman raggiunse con successo la vetta del Nanda Devi che all'epoca, e fino al 1950, era la montagna più alta ad essere mai stata scalata. Odell tornò sull'Everest con la spedizione guidata da Tilman nel 1938.
Noel Odell ebbe un'ottima carriera anche al di fuori dell'alpinismo, prestando servizio con i Royal Engineers in entrambe le guerre mondiali, come consulente nelle industrie petrolifere e minerarie e insegnando geologia in numerose università in tutto il mondo, tra cui Harvard e Cambridge. È stato professore di geologia all'Università di Otago in Nuova Zelanda e all'Università di Peshawar in Pakistan.
Nel 1944 fu eletto Fellow della Royal Society di Edimburgo . Fu proposto da Sir James Wordie, George Tyrrell, Sir Arthur Trueman e John Weir.

## Famiglia
Nel 1917 sposò Gwladys Jones (morta nel 1977).

## Pubblicazioni
- The Geology of the Eastern Parts of Central Spitzbergen (1927).
- Geological and some other Observations in the Mount Everest Region(1938)
- The Petrography of the Franz Josef Fjord Region (1955)

## Filmografia
- Nel film documentario del 2010 sulla spedizione di Mallory, The Wildest Dream, Alan Rickman è la voce Noel Odell.